# 416
416 (CDXVI) var ett skottår som började en lördag i den julianska kalendern.

## Händelser

### Okänt datum
- Visigoterna fortsätter sin invasion av Hispania.
- Visigoternas kung Wallia "återlämnar" Ataulfs änka Galla Placidia till Rom i utbyte mot förnödenheter.
- Rutilius Claudius Namatianus påbörjar sin resa från Rom till Gallien. Om denna resa handlar hans oavslutade dikt De reditu suo.